# Berdyczi
Berdyczi (ukr. Бердичі) – wieś na Ukrainie, w obwodzie donieckim, w rejonie pokrowskim, w hromadzie Oczeretyne. W 2001 liczyła 267 mieszkańców.

## Urodzeni
- Ołeksandr Łukjanczenko - prezydent Doniecka.